# 強烈熱帶風暴娜基莉 (2014年)
| 太平洋颱風季             |
| 主題頁 - 專題 - 編輯指南 |

強烈熱帶風暴娜基莉（英語：Severe Tropical Storm Nakri，國際編號：1412，聯合颱風警報中心：WP122014，菲律賓大氣地球物理和天文管理局：Inday）為2014年太平洋颱風季第十二個被命名的風暴。「娜基莉」一名是由柬埔寨所提供，即夜香木。

## 發展過程

### 形成前期發展狀況
2014年7月17日，一低壓區於波納佩東南方海面上生成。同日，美國海軍研究實驗室給予擾動編號96W。
7月19日下午1時，聯合颱風警報中心對其在24小時內形成為熱帶氣旋的機會給予「LOW」的評級。日本氣象廳與中央氣象局分別於下午3時、下午8時將其升格為熱帶低氣壓。
7月19日下午10時，聯合颱風警報中心對其評級提升為「MEDIUM」。
7月22日上午1時，聯合颱風警報中心對其發佈熱帶氣旋形成警報。下午10時，日本氣象廳將其降格為低壓區。
7月23日午夜12時，聯合颱風警報中心取消先前發布之熱帶氣旋形成警報，並對其評級降級為「MEDIUM」。下午1時，聯合颱風警報中心對其評級降級為「LOW」。

### 後期重新發展，雙中心互旋
7月24日上午8時，日本氣象廳認為其殘餘雲系於帛琉北部海面上重新發展，發展成另一新系統，並評定為一低壓區。
7月25日下午4時，聯合颱風警報中心對其評級再次提升為「MEDIUM」。
7月26日上午8時，日本氣象廳將其升格為熱帶低氣壓。下午2時，中央氣象局將其升格為熱帶性低氣壓。
7月27日下午11時，聯合颱風警報中心將其評級降為「LOW」。
7月28日下午2時，聯合颱風警報中心對其評級再次提升為「MEDIUM」。
7月29日上午3時，日本氣象廳對其發出烈風警告。而中央氣象台與香港天文台分別於下午2時與下午4時15分將其升格為熱帶低氣壓。
7月30日上午2時，日本氣象廳、中央氣象台、澳門地球物理暨氣象局與香港天文台同時將其升格為熱帶風暴，該熱帶氣旋亦隨即被日本氣象廳命名為娜基莉，中央氣象局亦將其升格為輕度颱風。上午6時，大韓民國氣象廳將其升格為熱帶風暴。上午7時，聯合颱風警報中心對其發佈熱帶氣旋形成警報。娜基莉呈現明顯季風低壓特徵，外圍風力比接近中心風力更強烈，中心甚至出現了罕有的極大的對流空洞。
8月1日，澳門地球物理暨氣象局與日本氣象廳分別於上午2時、上午3時將其升格為強烈熱帶風暴。上午6時，聯合颱風警報中心對其取消熱帶氣旋形成警報，指其為季風低壓，近中心附近風速僅15至20節，並將其降格為「MEDIUM」。而日本氣象廳於上午8時50分將一直發布的「最大風速25米/秒（50節）」變更為「除中心附近以外最大風速30米/秒（55節）」。中央氣象台與香港天文台分別於上午11時、下午5時將其升格為強烈熱帶風暴。當日娜基莉不但保持其非常明顯的季風低壓特徵（風力外強內弱），而且發展出二個低層環流中心，這二個中心更以逆時針方向互相旋轉，這罕有現象在衞星雲圖上清楚可見。

### 掠過東海，轉趨減弱

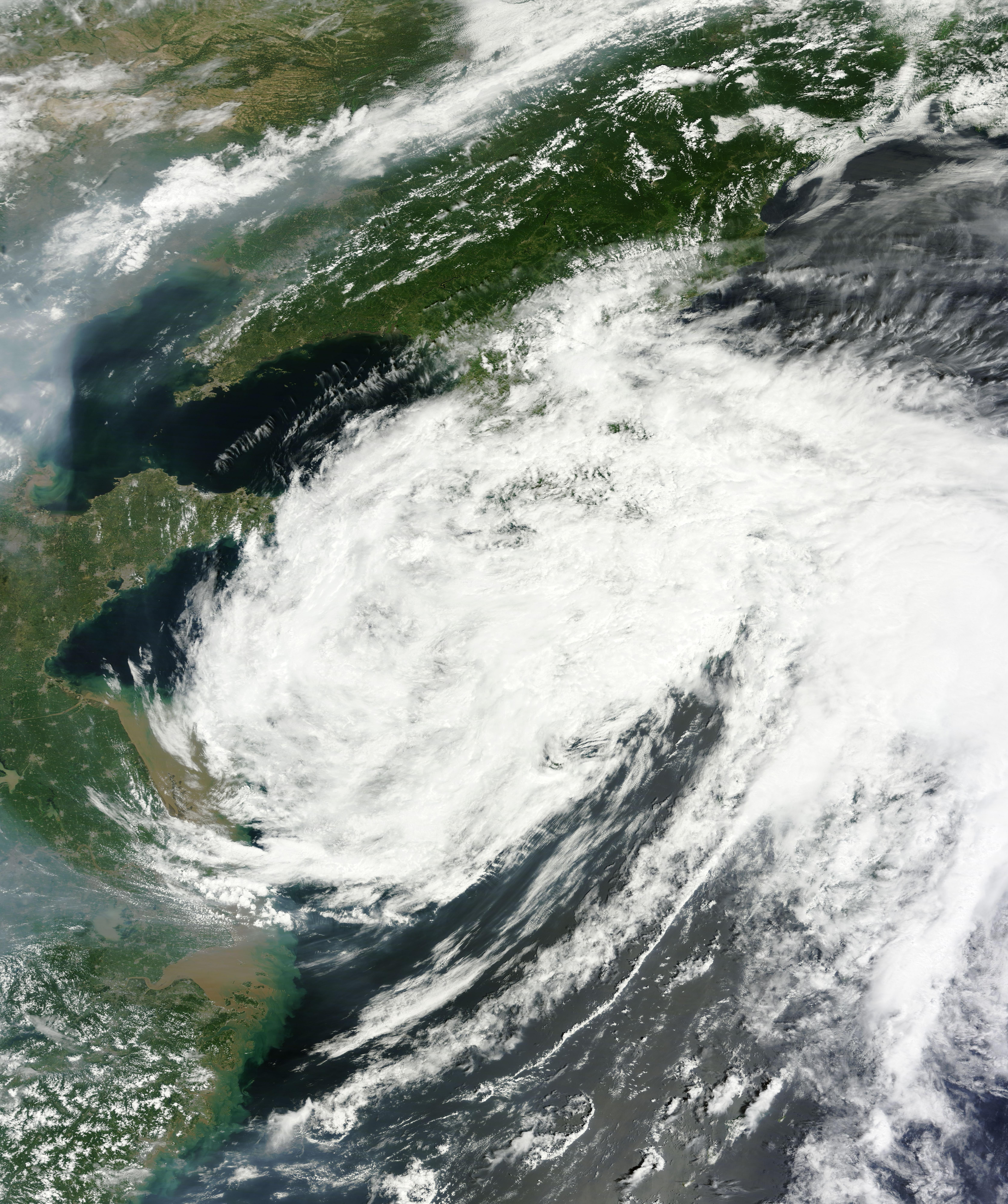
熱帶風暴娜基莉在8月3日逼近大韓民國

8月2日，娜基莉的雙中心互旋情況逐漸減少，主中心開始併吞副中心。因此在下午1時，聯合颱風警報中心再次對其發佈熱帶氣旋形成警報。下午2時，聯合颱風警報中心將其直接升格為熱帶風暴，並給予編號12W。不過，中央氣象台與香港天文台分別於下午2時與下午4時將其降格為熱帶風暴。下午8時，日本氣象廳與澳門地球物理暨氣象局亦進一步將其降格為熱帶風暴。
8月3日，中央氣象台、香港天文台、聯合颱風警報中心、澳門地球物理暨氣象局分別於上午5時、上午9時45分、下午2時、下午8時將其降格為熱帶低氣壓。
8月4日上午2時，日本氣象廳與中央氣象台將其降格為熱帶低氣壓。同時，聯合颱風警報中心對其發出最後的警報。上午5時，香港天文台認為娜基莉已轉化為温帶氣旋。上午8時，娜基莉於大韓民國全羅北道群山市沿海登陸。同時，中央氣象局將其降格為熱帶性低氣壓。下午2時，中央氣象台將其降格為低壓區，並停止更新其中心最低氣壓資料，同時其雲系已開始逐漸消散。下午5時，日本氣象廳仍認為其強度維持在熱帶低氣壓，並報告中心最低氣壓為998百帕斯卡，中心已從南韓陸地移出進入日本海，並且緩慢的朝向東方移動。下午8時，日本氣象廳將其降格為低壓區。
在事後報告中，香港天文台將其中心附近最高持續風速由每小時90公里升至每小時105公里。

## 影響

### 臺灣
7月31日上午2時，強烈熱帶風暴娜基莉外圍環流影響，對流雲系移入基隆北海岸，臺灣北部下起大雷雨，交通部中央氣象局因此發布大雨特報。上午4時45分，中央氣象局針對北臺灣地區發布大雨特報，主要包括基隆市、臺北市、新北市、桃園縣、新竹縣以及新竹市。

### 中国大陆
當地發出之最高熱帶氣旋警告信號： 颱風藍色預警信號
7月31日下午6時，中央氣象台發佈颱風藍色預警信號。
8月3日上午6時，中央氣象台解除颱風藍色預警信號。

#### 上海
全省發出之最高熱帶氣旋警告信號： 颱風藍色預警信號
8月1日上午5時，上海中心氣象台發佈颱風藍色預警信號。

### 
由於娜基莉靠近南韓時將減弱為一熱帶低氣壓，並自全羅北道群山市沿海登陸，南韓氣象廳對全羅南道、黑山島、紅島、濟州島、黃海南部海面、南海（即東海）西部海面、濟州島前海發出颱風警報。在庆尚北道的清源郡，一辆大客车坠入了暴涨的河谷中，导致7人身亡。。截至4日為止，至少造成10人罹難。南韓濟州島的漢拿山在娜基莉襲擊時1日竟測得1181mm的降水量，打破有南韓氣象觀測史以來的紀錄。。

### 日本
娜基莉此次除了近距離掠過沖繩島地區以外，並沒有直接登陸或近距離擦過日本，但其外圍環流給日本地區帶來了10年一遇的暴風雨天氣，其中以瀨戶内海區域為甚，四國中部部分地區降水量超過800毫米，甚至在高知縣的某些地區甚至出現了1000毫米以上的降水量。
即便在娜基莉登陸大韓民國以後，其殘餘依舊對日本一些地區造成不小的影響，在鹿兒島縣和熊本縣一度出現暴雨天氣。當娜基莉的低壓中心出海後在8月4日及5日依舊為北海道帶來暴風、巨浪和強降水。

#### 四國、淡路島、紀伊半島
當娜基莉開始對沖繩縣造成影響時，其外圍環流亦開始對濑户内海地區造成影響。自8月1日至8月4日，娜基莉的螺旋雨帶一直在襲擊該地區。高知縣，德島縣數個測站打破1976年阪神地區有氣象紀錄以來最大降水量。其中，高知縣香美市繁藤測站4日内測得1131.5mm的降水量。
| 府縣名 | 市町村名       | 測站   | 8月1日降水量 | 8月2日降水量 | 8月3日降水量 | 8月4日降水量 | 總計     |
| ------ | -------------- | ------ | ------------ | ------------ | ------------ | ------------ | -------- |
| 高知縣 | 香美市         | 繁藤   | 23.5mm       | 462.5mm      | 377.0mm      | 268.5mm      | 1131.5mm |
| 高知縣 | 吾川郡仁淀川町 | 鳥形山 | 265.5mm      | 545.5mm      | 198.5mm      | 61.5mm       | 1071.0mm |
| 高知縣 | 長岡郡本山町   | 本山   | 49.0mm       | 354.5mm      | 492.0mm      | 123.0mm      | 1018.5mm |
| 高知縣 | 高岡郡佐川町   | 佐川   | 31.5mm       | 296.5mm      | 491.5mm      | 28.0mm       | 847.5mm  |
| 高知縣 | 高岡郡津野町   | 船戶   | 157.0mm      | 478.0mm      | 160.5mm      | 39.0mm       | 834.5mm  |
| 高知縣 | 吾川郡伊野町   | 本川   | 62.0mm       | 377.5mm      | 340.0mm      | 25.5mm       | 800.0mm  |

- 上表时间为UTC+9。
- 8月4日降水量截止12时。

#### 沖繩、八重山群島
娜基莉通過琉球群島時為沖繩群島地區帶來了暴雨，沖繩島大部分地區進入了娜基莉的強風圈。伊平屋伊是名群島更是進入了娜基莉的暴風圈内。
因爲娜基莉屬於有季風低壓特徵的熱帶氣旋，其中心風力小於外圍風力，故中心在沖繩縣附近掠過時造成的影響並不大，但直到娜基莉北上以後，南側的對流雲系開始影響沖繩縣地區，為沖繩縣地區帶來了強烈的降水，這也成爲沖繩縣此次降水過程的主要原因。
娜基莉為沖繩縣地區帶來了強風及大浪影響，沖繩縣地區普遍波高達到4-6米，部分地區甚至高於7米。沖繩縣氣象局對除久米島以外的區域發出了暴風警報。
|                  | 那霸市                 | 名護市                 | 久米島                 |
| ---------------- | ---------------------- | ---------------------- | ---------------------- |
| 最低海平面氣壓   | 986.0Pha               | 985.4Pha               | 986.8Pha               |
| 時間             | 8月1日02時09分         | 8月1日01時34分         | 8月1日05時07分         |
| 最大持續風速     | SW 22.9m/s             | S 22.8m/s              | SSW 12.3m/s            |
| 時間             | 8月1日10時14分         | 8月1日10時21分         | 8月1日12時05分         |
| 最大瞬間風速     | 34.2m/s                | 32.1m/s                | 21.0m/s                |
| 時間             | 8月1日09時58分         | 8月1日10時34分         | 8月1日11時22分         |
| 期間降水量       | 138.0mm                | 106.5mm                | 60.5mm                 |
| 觀測時間         | 7月29日23時-8月1日14時 | 7月29日23時-8月1日14時 | 7月29日23時-8月1日14時 |
| 最大日降水量     | 69.5mm                 | 52.5mm                 | 42.0mm                 |
| 時間             | 8月1日                 | 8月1日                 | 8月1日                 |
| 最大1小時降水量  | 42.0mm                 | 36.5mm                 | 17.5mm                 |
| 時間             | 8月1日10時21分         | 8月1日10時45分         | 8月1日13時23分         |
| 離中心約最近距離 | 40公里                 | 60公里                 | 60公里                 |

#### 北海道、青森
娜基莉在其熱帶氣旋生命史時並未對北海道或青森縣產生影響，但其在日本海的鋒面對北海道及青森縣產生強降水及強風，北海道的上川郡及留萌郡數個測站同樣打破歷史極值。北海道不少地區出現了山体滑坡，洪澇災害。
| 測站名 | 位置           | 纍計降水量 |
| ------ | -------------- | ---------- |
| 朱鞠内 | 上川郡幌加內町 | 197.5mm    |
| 達布   | 留萌郡小平町   | 171.5mm    |
| 西風連 | 上川郡名寄市   | 160.0mm    |
| 南3條  | 留萌郡羽幌町   | 159.5mm    |
| 大橋   | 上川郡名寄市   | 153.5mm    |

## 熱帶氣旋信號使用紀錄

### 中国大陆
| 中國國家氣象中心 颱風預警信號 | 中國國家氣象中心 颱風預警信號 | 中國國家氣象中心 颱風預警信號 |
| ----------------------------- | ----------------------------- | ----------------------------- |
| 上一熱帶氣旋                  | 颱風藍色預警信號              | 下一熱帶氣旋                  |
| 强台风麦德姆                  | 颱風藍色預警信號              | 強颱風海鷗                    |

## 外部連結
- （日語）日本氣象廳首頁 （页面存档备份，存于）
- （英文）聯合颱風警報中心首頁 （页面存档备份，存于）
- （简体中文）中央氣象台首頁
- （繁體中文）中央氣象局首頁 （页面存档备份，存于）
- （繁體中文）香港天文台首頁 （页面存档备份，存于）
- （繁體中文）澳門地球物理暨氣象局首頁 （页面存档备份，存于）
- （英文）菲律賓大氣地球物理和天文管理局首頁 （页面存档备份，存于）